# 세컨더리 보이콧
세컨더리 보이콧(secondary boycott)은 독립된 기업, 종종은 같은 기업, 여러 기업들, 또는 연계된 기업에서 노동자들이 발기한 파업을 지지하는 노동조합의 공업행동이다.
오스트레일리아, 라트비아, 룩셈부르크, 네덜란드, 미국, 영국에서 세컨더리 보이콧 행위는 불법이며 파업은 계약된 고용주에 대해서만 행할 수 있다.

## 같이 보기
- 보이콧